# التمييز في التعليم
يعبّر التمييز في التعليم عن التمييز ضد أشخاص ينتمون لفئات معيّنة فيما يتعلق بالتمتّع بحقّهم الكامل في الحصول على التعليم، ويُعتبر ذلك انتهاكاً لحقوق الإنسان المنصوص عليها، وقد يعتمد هذا المجال من التمييز على الإثنية، أو الجنسية، أو العمر، أو النوع الاجتماعي، أو العرق، أو الحالة الاقتصادية، أو الإعاقة أو الدين.
وتشير اليونيسكو إلى أن عدم المساواة في التعليم على أساس النوع الاجتماعي عالمياً يتحدد بالفقر، والانعزال الجغرافي، ووضع الأقليات، والإعاقة، والزواج والإنجاب المبكرين، والعنف القائم على الجنس أو النوع الاجتماعي.
علماً أنه عادةً ما ترتاد الفتيات المدارس أكثر من الأولاد في الأمريكيتين الشمالية واللاتينية ومنطقة البحر الكاريبي فقط، بينما تكون النسبة معكوسة في باقي أجزاء العالم، فتشكّل النساء ثلثي عدد البالغين الأميين الذي يُقدر بـ750 مليون شخصاً.
ويتعارض التمييز في جميع مراحل النظام التعليمي مع كل من حرية التعلّم؛ وهي حق الأهالي في حصول أبنائهم على التعليم بما يتوافق مع أديانهم وآرائهم الأخرى، دون اعتراض الدولة لذلك، وحق التعلّم؛ والذي يتضمن حق الجميع بالحصول على تعليم ابتدائي إلزامي ومجاني، وتعليم ثانوي متاح، بالإضافة إلى واجب الدولة بتوفير فرص متساوية للتعليم العالي، علاوةً على مسؤوليتها في تأمين التعليم الأساسي للأفراد الذين لم يُكملوا تعليهم الابتدائي، وتحديد معايير دنيا لتحسين جودة التعليم.
وتهدف الاتفاقية الخاصة بمكافحة التمييز في مجال التعليم التي تبنّتها اليونيسكو في الرابع عشر من ديسمبر/كانون الأول عام 1960 لمحاربة التمييز والفصل العنصري في التعليم، بالإضافة إلى ضمان حرية اختيار التعليم الديني، والمدارس الخاصة، وحق تداول الأقليات المحلية للغتها وتعليمها، ومنع أية تحفظات، وانطلاقاً من الشهر ذاته لعام 2016، بلغ عدد الدول المشمولة في هذه الاتفاقية 102.

## التمييز في مجال التعليم في دول مختلفة

### أستراليا
شهدت أستراليا تاريخاً من التمييز العنصري ضد الشعوب الأصلية في العديد من المجالات، بما فيها التعليم، وفي عام 1966 وقّعت على الاتفقاية الخاصة بمكافحة التمييز في هذا المجال، وتمتلك كل ولاية فيها قوانين شمولية تناهض تمييزاً كهذا، وفي عام 1922، سنّت أستراليا مادة تحظر التمييز ضد الطلّاب المصابين بإعاقات.

### الصين
على الرغم من إلزام الشعب الصيني بتسع سنوات من التعليم الإجباري، توجد تقارير تورد تمييزاً ضد الأقليات، بما فيهم الأشخاص المصابين بإعاقات، في مجال التعليم، وقد ورد مثال على هكذا تمييز في تقرير هيومن رايست ووتش لعام 2013، يتعلق بالأطفال المصابين باضطراب نقص الانتباه مع فرط النشاط أو إعاقة ذهنية، والذين حُرموا من التسجيل في المدارس المجاورة نظراً لإعاقاتهم، إذ اضطر آباؤهم للسفر لمسافات بعيدة عن منازلهم بحثاً عن مكان يستوعب أولئك الأطفال لتلقينهم التعليم الأساسي.
كما توجد سياسات توزيع جغرافي للمقاعد الشاغرة في نظام التعليم العالي أدت لتمييز مناطقي في امتحان القبول في التعليم العالي، ويُنسب كل شخص في الصين لمكان ولادته، ويتطلب الانتقال إلى مناطق أو مقاطعات أخرى غير مكان المنشأ أو الاستقرار فيها موافقة السلطات المعنيّة، وبالتالي يشمل الطلّاب المعرّضون لتمييز مناطقي أولئك الذين تمكنّوا من تحصيل نتائج جيدة في امتحاناتهم، ورغم ذلك حُرموا من الدراسة في أفضل الجامعات نظراً لمكان منشأهم.

### كوبا
تمتلك كوبا مجتمعاً متنوعاً ومتعدد الثقافات، ربما يشكّل بيئة خصبة لنمو شتى أنواع التمييز العنصري، فيعتقد البعض أن نظام التعليم الكوبي يعاني من تمييز عنصري، وخصوصاً ضد الأفارقة الكوببين، لكن بالمقابل لا يمكن تجاهل أولئك الذين يعارضون هذا الاعتقاد.
عندما فُرض على الأقليات الجنسية في ستينيات وسبعينيات القرن العشرين البقاء ضمن مخيمات إعادة تأهيل، فقد أفرادها تلقائياً فرصهم في الحصول على تعليم عالٍ، وقُيّدوا بـ«إعادة التعليم» التي ألزمتهم بها الدولة، وفي عام 2010 اعترف فيديل كاسترو بوجود تمييز كهذا أثناء فترة حكمه، نادماً عن عدم إعارته انتباهاً كافياً.

### الجمهورية الإسلامية الإيرانية
بعد الثورة الإسلامية، تعرّض البهائيون لطرد ممنهج من الجامعات الإيرانية لأسباب دينية، علماً أن البهائية تضم تعاليم دينية عن القيمة الجوهرية الواحدة لجميع الأديان، ووحدة جميع البشر وتساويهم، وقد أسسها حسين علي النوري (بهاء الله) عام 1863، وبدأت بالنمو في إيران وبعض أجزاء الشرق الأوسط، وقد تعرّضت لاضطهاد مستمر منذ نشأتها.

### الولايات المتحدة الأمريكية
لم توقع الولايات المتحدة الأمريكية على الاتفاقية الخاصة بمكافحة التمييز في مجال التعليم، إذ لطالما احتوت معدلات عالية من التمييز الممنهج، علماً أن التمييز لا يطبقّه فرد واحد فقط، وإنما منظمات كبيرة أيضاً، كما يمكن أن يمارسه مدرّس قد يبدّي طالباً معيناً على غيره، وتُعتبر المدارس الفاصلة طريقة لعزل الطلّاب ذوي الدخل المنخفض عن أولئك ذوي الدخل الأعلى، ما يؤدي لحصول الفئة الأولى على تعليم أقل فعالية بكثير.
ففي عام 2004 اشتملت العديد من الولايات على عدد غير متكافئ من المدارس الخاصة بالأقليات، ففي حيّ في سياتل بلغت نسبة السكان القزقازيين ضمنه 95%، كان 99% من طلّاب المدارس من ذوي البشرة السوداء أو الأصول الإسبانية، (كوزول،22) كما تضم مدرسة روزا باركس في سان دييغو طلاباً من العرقين الأسود والإسباني بنسبة 86%، بينما يشكّل ذوي البشرة البيضاء 2% منها فقط.
وفي سبعينيات القرن العشرين عندما كانت غالبية الطلّاب المرتادين لمدارس نيويورك من البيض، بلغ عدد الأطباء حوالي الـ400، وحالما بدأت نسبة الطلاب البيض بالتناقص، تراجع عدد الأطباء المتوفرين لتلبية احتياجات الطلّاب الصحيّة أيضاً، إلى أن وصل في عام 1993 لـ23 طبيباً، عمل معظمهم بدواء جزئي، فكان الأطفال في تلك المناطق بالمحصلة أكثر عرضة للإصابة بالربو من سواهم بعشرين ضعفاً. (كازول 42)
ويُلاحظ مثال آخر على التمييز في الزمن الحالي في وصم كل طالب بحالته المادية فور بدء ارتياده للمدرسة، إذ يُعتبر الطلاب الذين يعيشون مع عائلات متدنية الدخل ضمن بيئة مماثلة أقل قيمة من أولئك الذين يرتادون مدارس مُكلفة ويعيشون ضمن طبقة مجتمعية عليا.